# 陳冠文
陳冠文（1986年10月20日—），台灣台北市人，台灣美式足球運動員，位置:進攻組.接球員，為台灣第一位本土出身出國發展的美式足球員。

## 簡歷
- 2009年投入台灣Flag football 運動。
- 2011年三月加入日本美式足球X League 明治安田生命 Pirates,其後因傷退出。
- 2011年五月，傷勢復原良好加入日本美式足球JPFF 立川 Falcons 。
- 2015年九月，與台灣的隊友們創立了台灣第一支正式的美式足球隊，台北獵人美式足球隊。

## 學歷
- 輔仁大學體育學系